# ألكسندرا ماسانغكاي
ألكسندرا ماسانغكاي (بالإسبانية: Alexandra Masangkay) هي مغنية وراقصة وممثلة إسبانية، ولدت في 15 أبريل 1992 في برشلونة في إسبانيا.

## روابط خارجية
- Alexandra Masangkay على موقع IMDb (الإنجليزية)
- Alexandra Masangkay على موقع قاعدة بيانات الفيلم (الإنجليزية)